# Det skete paa Møllegaarden
Det skete paa Møllegaarden er en dansk spillefilm fra 1960 produceret af ASA Film og instrueret af Alice O'Fredericks. Filmens manuskript er skevet af Alice O'Fredericks og Jon Iversen efter en roman af Morten Korch. 

## Handling
Vangeby ved Sjællands sydkyst er en idyllisk fiskerihavn omgivet af velholdte gårde. Alt ånder fred og ro - tilsyneladende! En dag stiger en ung mand af bussen, han ser ud til at komme langvejs fra og er ukendt på stedet, men det rygtes snart, at det er gamle fisker Poulsens nevø, der har arvet hans kutter og hans lille hus nede ved havnen. Vil han sælge? Eller vil han blive?

## Medvirkende (udvalg)
- Poul Reichhardt
- Christian Arhoff
- Ib Mossin
- Astrid Villaume
- Lisbeth Movin
- Helga Frier
- Else Hvidhøj
- Jørn Jeppesen
- Hans W. Petersen
- Bertel Lauring
- Freddy Koch
- Ole Neumann